# Julia Pastrana
Julia Pastrana (Sinaloa, agosto 1834 – Mosca, 25 marzo 1860) è stata una circense messicana.
Data una rara condizione genetica (ipertricosi terminale), la sua faccia e il corpo erano ricoperti da ispidi peli scuri, i quali furono la causa della sua celebrità.

## Biografia
Ci sono diverse versioni riguardo alla sua vita. Secondo le testimonianze dei suoi colleghi circensi, proveniva da una tribù indigena denominata "cercatori di radici", venne rapita da un'altra tribù ma riuscì a scappare. Un'altra versione la vorrebbe cresciuta con sua madre fino a che quest'ultima non morì, per poi essere venduta al circo da suo padre. Entrambe le teorie concordano sul fatto che visse a casa del governatore di Sinaloa fino al 1854.
Secondo Ireneo Paz, Pastrana fu comprata da un certo Sepulveda e cominciò la sua carriera da circense esibendosi in spettacoli locali. Si guadagnò una certa popolarità per via dei suoi caratteri somatici e fu soprannominata "la ragazza scimmia". Lavorò sotto la gestione di J.W. Beach fino al 1854, anno in cui conobbe Theodore Lent, che sposò a Baltimora, nel Maryland. Gli spettatori la ricordano come una donna piena di talento e molto interattiva con il pubblico.
Durante un viaggio a Mosca partorì un figlio che aveva caratteristiche simili alle sue. Il neonato non sopravvisse più di tre giorni, e lei morì per complicazioni cinque giorni dopo il parto.

## Studi medici

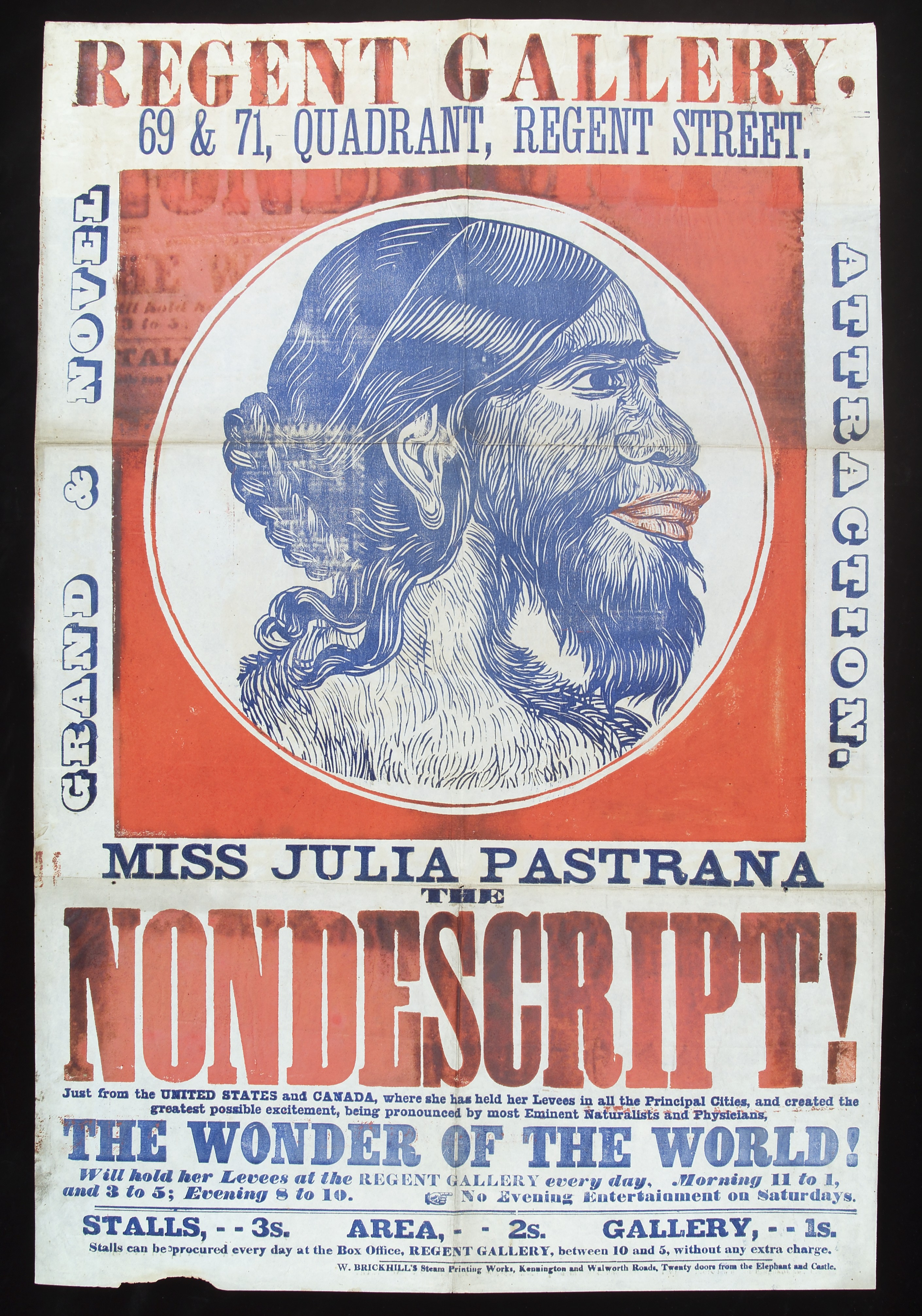
Julia Pastrana, "the nondescript", advertised for an exhibition of the famous bearded Lady.

Durante la sua vita, i supervisori di Pastrana fecero in modo che fosse esaminata da medici e scienziati, utilizzando le loro valutazioni nelle pubblicità per attirare un pubblico più vasto. Il medico Alexander B. Mott attestò che la sua condizione fosse il risultato dell'accoppiamento tra un essere umano e un orango, il dottor S. Brainerd di Cleveland la definì appartenente a una "specie distinta", mentre Francis Buckland la definì "solo una donna indigena messicana deforme". Samuel Kneeland, Jr., un anatomista della Boston Society of Natural History, dichiarò che era umana e di origine indiana.
Anche Charles Darwin si interessò al suo caso dopo la sua morte, descrivendola come segue: "Julia Pastrana, una ballerina spagnola, era una donna straordinariamente bella, ma aveva una folta barba maschile e una fronte pelosa; è stata fotografata, e la pelle impagliata era esibita come se fosse in uno spettacolo, ma ciò che ci interessa è che aveva sia nella mascella superiore che in quella inferiore una doppia serie irregolare di denti, una fila inserita nell'altra, di cui il dott. Purland ha preso un calco. Dalla ridondanza dei denti la sua bocca era sporgente e il suo viso aveva un aspetto simile a quello di un gorilla".

## Nella cultura di massa
Nel 1989 il musical Pastrana, scritto da Allan McFadden e Peter Northwood, fu presentato al teatro ecclesiastico di Melbourne. L'opera fu nominata per cinque Green Room Awards.
Un'altra opera teatrale sulla vita di Pastrana, The True History of the Tragic Life and Triumphant Death of Julia Pastrana, the Ugliest Woman in the World, venne pubblicata nel 1998 da Shaun Prendergast.
Il film di Marco Ferreri La donna scimmia, uscito nel 1964, presenta una biografia romanzata sulla vita dell'artista.
Gli Ass Ponys hanno pubblicato il brano Julia Pastrana presente nell'album album Grim del 1993.
Il supergruppo Apparatjik ha pubblicato il 20 marzo 2020 il singolo Julia, accompagnato da un video musicale